# Liste des gratte-ciel de Surabaya
Depuis la construction du Hyatt Regency Surabaya en 1993, une soixantaine de gratte-ciel (immeuble de  100 mètres de hauteur et plus) ont été construits à Surabaya en Indonésie.
Surabaya est la deuxième ville d'Indonésie pour le nombre de gratte-ciel.

## Bâtiments d'au moins100 mètresde hauteur construits selonEmporiset leCTBUH[1],[2]
Classement actualisé en mars 2020
| Rang | Nom                                                              | Hauteur | Étages | Année |
| ---- | ---------------------------------------------------------------- | ------- | ------ | ----- |
| 1    | Tunjungan Plaza 5                                                | 201 m   | 46     | 2016  |
| 2    | One Icon Residences                                              | 198 m   | 51     | 2017  |
| 3    | One City 5                                                       | 193 m   | 48     | 2019  |
| 4    | One City 1                                                       | 185 m   | 46     | 2017  |
| 4    | One City 2                                                       | 185 m   | 46     | 2017  |
| 4    | One City 3                                                       | 185 m   | 46     | 2017  |
| 7    | Pakuwon Tower                                                    | 172 m   | 39     | 2018  |
| 8    | Adhiwangsa Residence Tower 1                                     | 169 m   | 42     | 2010  |
| 9    | Skyloft                                                          | 165 m   | 45     | 2017  |
| 9    | The Voila Apartment                                              | 165 m   | 42     | 2017  |
| 11   | Water Place Residences Tower A                                   | 153 m   | 38     | 2008  |
| 11   | Water Place Residences Tower B                                   | 153 m   | 38     | 2008  |
| 11   | Water Place Residences Tower E                                   | 153 m   | 38     | 2008  |
| 11   | The Vue                                                          | 153 m   | 38     | 2012  |
| 11   | The Via                                                          | 153 m   | 38     | 2012  |
| 16   | Gunawangsa Tidar A                                               | 149 m   | 37     | 2019  |
| 17   | Marvell City Tower C                                             | 145 m   | 36     | 2016  |
| 17   | Orchard Mansion                                                  | 145 m   | 40     | 2015  |
| 17   | Tanglin Mansion                                                  | 145 m   | 40     | 2015  |
| 20   | One East Residences                                              | 141 m   | 35     | 2017  |
| 20   | Praxis A                                                         | 141 m   | 35     | 2019  |
| 20   | Water Place Residences Tower C                                   | 141 m   | 35     | 2009  |
| 20   | Water Place Residences Tower F                                   | 141 m   | 35     | 2009  |
| 20   | Water Place Residences Tower G                                   | 141 m   | 35     | 2009  |
| 25   | Graha Pena                                                       | 138 m   | 21     | 1997  |
| 26   | Adhiwangsa Residence Tower 2                                     | 137 m   | 34     | 2010  |
| 26   | Puncak Bukit Golf Apartement                                     | 137 m   | 34     | 2015  |
| 28   | De Papilio Tamansari                                             | 133 m   | 33     | 2015  |
| 28   | One City 4                                                       | 133 m   | 33     | 2017  |
| 28   | The Regency                                                      | 133 m   | 33     | 2011  |
| 31   | De Vasa Condotel                                                 | 129 m   | 32     | 2016  |
| 31   | Grand Sungkono Lagoon 1                                          | 129 m   | 32     | 2016  |
| 31   | Beverly Park Tower 1                                             | 129 m   | 32     | 1996  |
| 34   | The Trillium Office & Residence                                  | 122 m   | 32     | 2011  |
| 35   | Water Place Residences Tower D                                   | 121 m   | 30     | 2008  |
| 35   | Fairfield by Marriott Surabaya                                   | 121 m   | 30     | 2016  |
| 35   | Bbd Tower                                                        | 121 m   | 30     |       |
| 38   | Educity Residence Harvard Tower                                  | 117 m   | 29     | 2014  |
| 38   | Educity Residence Princeton Tower                                | 117 m   | 29     | 2014  |
| 38   | Educity Residence Stanford Tower                                 | 117 m   | 29     | 2014  |
| 38   | Educity Residence Yale Tower                                     | 117 m   | 29     | 2014  |
| 38   | Bale Hinggil Apartment A                                         | 117 m   | 29     | 2018  |
| 43   | The Aryaduta                                                     | 115 m   | 35     | 2010  |
| 44   | Bale Hinggil Apartment B                                         | 113 m   | 28     | 2018  |
| 44   | Skyline Tower                                                    | 113 m   | 28     | 2015  |
| 44   | Sheraton Surabaya Hotel & Towers                                 | 113 m   | 28     | 1996  |
| 47   | Praxis B                                                         | 109 m   | 27     | 2019  |
| 47   | Gunawangsa A                                                     | 109 m   | 27     | 2016  |
| 47   | Gunawangsa B                                                     | 109 m   | 27     | 2016  |
| 47   | Hotel Pullman                                                    | 109 m   | 27     | 2011  |
| 47   | UC Apartment                                                     |         | 32     | 2010  |
| 52   | Puri Matahari Apartment Tower 1                                  | 107 m   | 30     | 2008  |
| 52   | Building at Jk Pradah Kalikendal 3 - Golden Tulip Hotel Surabaya | 101 m   | 25     | 2015  |
| 52   | Somerset Tower 1                                                 | 101 m   | 25     |       |
| 52   | Somerset Tower 2                                                 | 101 m   | 25     |       |
| 52   | JW Marriott Hotel                                                | 101 m   | 25     |       |
| 52   | Hyatt Regency Surabaya - Bumi Surabaya City Resort               | 101 m   | 25     | 1993  |